# Quejo (Álava)
Quejo es una localidad del concejo de Gurendes-Quejo, que está situado en el municipio de Valdegovía, en la provincia de Álava, País Vasco (España).

## Localización
Se encuentra a menos de cinco kilómetros de Gurendes y de la capital del municipio, Villanueva de Valdegovía que se sitúa en la carretera A-2622, con acceso por carretera hacia Gurendes y este concejo.

## Geografía
El pueblo se acomoda en la zona septentrional de las estribaciones de la sierra de Árcena, siendo uno de los accesos al monte Cueto y en un entorno forestalmente rico, con un bosque mixto de encias, robles, hayas, castaños, y otras especies típicas de la cordillera Cantábrica.

## Historia
Hacia mediados del siglo XIX, el lugar, ya por entonces perteneciente a Valdegovía, tenía contabilizada una población de 32 habitantes. Aparece descrito en el decimotercer volumen del Diccionario geográfico-estadístico-histórico de España y sus posesiones de Ultramar de Pascual Madoz con las siguientes palabras:

QUEJO: l. del ayunt. de Valdegovia en la prov. de Alava (á Vitoria 7 leg.), part. jud. de Añana (2), aud. terr. y dióc. de Búrgos (16) c. g. de las Provincias Vascongadas: sit. en un barranco, á la falda setentrional de una montaña; clima saludable; reinan los vientos N. y S. Tiene 11 casas; igl. parr. (San Julian y Sta. Basilisa) servida por un beneficiado; una ermita (Sta. Maria de Vioti), y parar surtido de los vec. una fuente dentro del pueblo y varias fuera de aguas potables. El term. confina N. Gurendez; E. Nograro; S. monte Arcena, y O. San Zodornil (prov. de Búrgos); comprendiendo dentro de su circunferencia varios montes poblados de hayas y otros árboles. El terreno es de mala calidad. Los caminos locales: el correo se recibe de Miranda de Ebro por balijero los lunes, miércoles y sábados. prod.: trigo, avena, centeno, habas, arvejas, alholvas, patatas y manzanas; cria de ganado vacuno, lanar y cabrío; caza de perdices, liebres, jabalies y raposos. ind.: ademas de la agricultura y ganadería, hay un molino harinero. pobl.: 4 vec., 32 alm. riqueza y contr.: con su ayunt. (V.).
(Madoz, 1849, p. 310)

Hasta los años 80 del siglo XX formaba concejo propio.

## Demografía
En 2023, la entidad singular de población tenía empadronados ocho habitantes y el núcleo de población, los mismos.
| Gráfica de evolución demográfica de Quejo entre 2000 y 2017 |
|                                                             |
| Población de derecho según los censos de población del INE. |

## Patrimonio

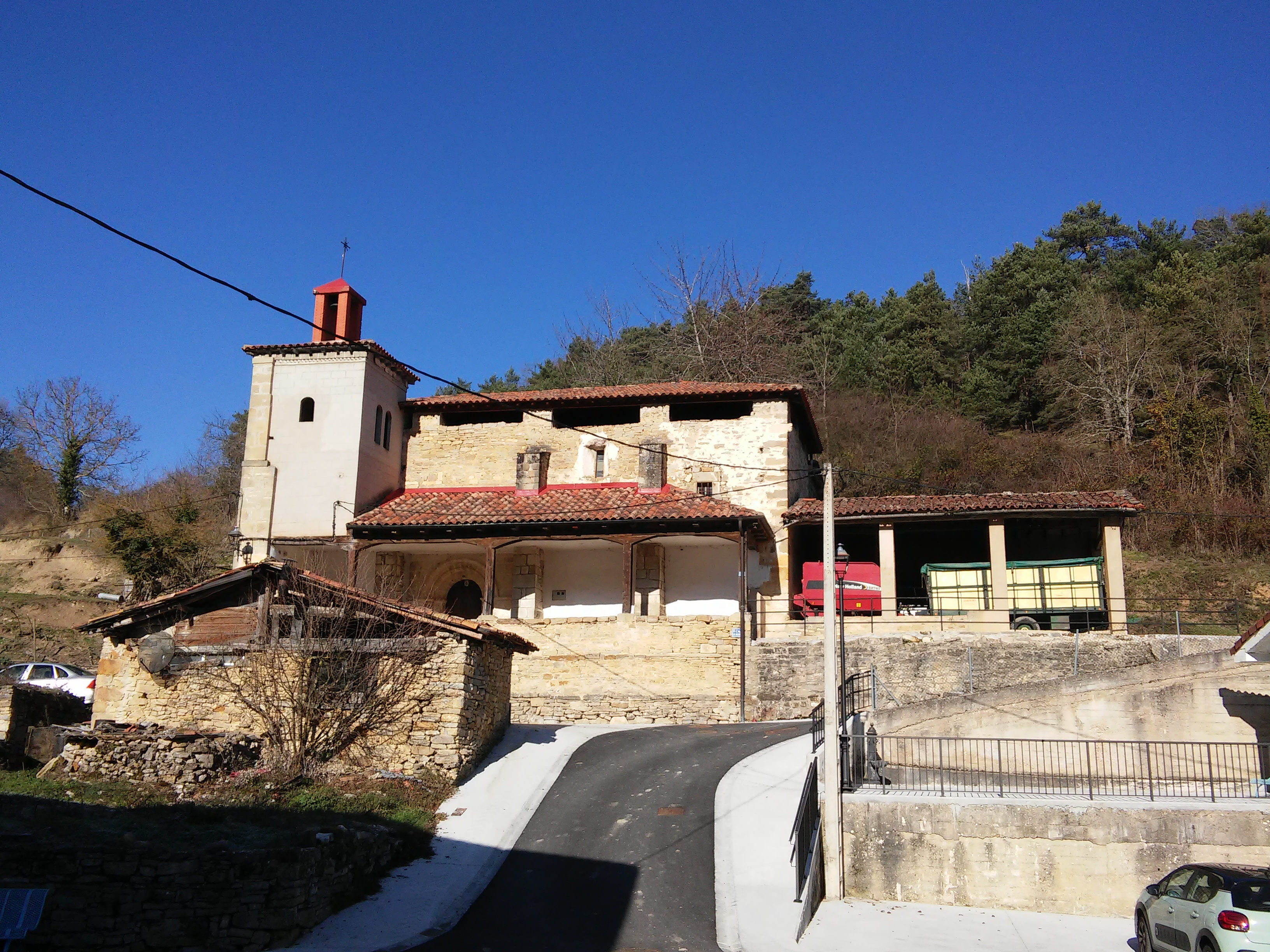
Iglesia de San Julián y Santa Basilisa

Hay en el concejo una iglesia de San Julián y Santa Basilisa.